# Citizens United v. Federal Election Commission
L'arrêt Citizens United v. Federal Election Commission, rendu par la Cour suprême des États-Unis le 21 janvier 2010, est un arrêt historique concernant la réglementation des dépenses de campagne électorale par les organisations.
La Cour suprême a statué que la liberté d'expression du premier amendement de la Constitution des États-Unis interdit à l’État de restreindre les dépenses de communication qui préconise expressément l'élection ou la défaite d'un candidat clairement identifié qui n'est pas faite en coopération, en consultation ou en concert avec ou à la demande ou à la suggestion d'un candidat, d'un comité autorisé par le candidat ou d'un parti politique (independent expenditures), pour les sociétés sans but lucratif, les sociétés à but lucratif, les syndicats et autres associations.

## L'arrêt
Le jugement est le résultat d'un vote serré (5 pour et 4 contre) sur une affaire opposant l'organisme à but non lucratif conservateur Citizens United à la Commission électorale fédérale, l'autorité fédérale traitant des dossiers électoraux aux États-Unis. Cette dernière reprochait à Citizens United d'avoir fait diffuser des publicités pour le documentaire Hillary: The Movie, critique envers Hillary Clinton, sur une chaîne de vidéo à la demande moins de trente jours avant la tenue des élections primaires démocrates de 2008.

Selon l'opinion majoritaire, rédigée par le juge Anthony Kennedy et soutenue par le Chief Justice John Roberts et les juges conservateurs Samuel Alito, Antonin Scalia et Clarence Thomas, cette décision découle du premier amendement de la Constitution des États-Unis, qui protège la liberté d'expression. Selon le juge Kennedy : 

« Si le premier amendement a une quelconque force, il interdit au Congrès de condamner à une amende ou à la prison des citoyens, ou des associations de citoyens, pour simplement s'engager dans le débat politique. »

La Cour suprême enterre ainsi une des dispositions de la loi McCain-Feingold (Bipartisan Campaign Reform Act de 2002) sur le financement des campagnes électorales qui prévoyait que toute organisation ayant le statut de corporation, qu'elle soit à but lucratif ou non, ne pouvait participer à la diffusion télévisée de messages faisant mention d'un candidat dans les soixante jours précédant une élection générale et les trente jours précédant une élection primaire,,.
Avec Citizens United v. FEC, la Cour a entièrement renversé Austin v. Michigan Chamber of Commerce (en) (1990) et a partiellement renversé McConnell v. Federal Election Commission (en) (2003), qui avait soutenu la constitutionnalité du Bipartisan Campaign Reform Act de 2002 régulant le financement des campagnes électorales.

## Critiques
L'arrêt fait l'objet d'une opinion dissidente rédigée par John Paul Stevens, rejoint par les juges progressistes Stephen Breyer, Ruth Bader Ginsburg et Sonia Sotomayor.
Les opposants à la décision déplorent un renforcement de l'influence des plus fortunés sur les campagnes électorales et la vie politique.
Cette décision a suscité les critiques du président Obama lors de son discours sur l'état de l'Union ; le président américain a appelé Démocrates et Républicains à voter une loi afin de contrecarrer Citizens United v. FEC. Cette intervention fut copieusement commentée par les médias américains, en partie du fait de la réaction du juge conservateur Samuel Alito, sur les lèvres duquel on a pu lire les mots not true (en français, « c'est faux ») alors que Barack Obama, opposé au jugement, décrivait la décision comme renversant un siècle de jurisprudence ou étant de nature à permettre le financement de la vie électorale américaine par des entreprises étrangères.

## Conséquences
Conséquence de la décision Citizens United v. FEC, des « supers comités d'action politique » (en anglais : super political action commitees ou super PACs) sont créées pour recevoir des fonds illimités et faire campagne en faveur de candidats. Bien que les super PACs soient censés être indépendants des candidats, ils comptent souvent dans leurs rangs d'anciens membres des équipes de campagne des candidats,.
Lors des campagnes suivant l'arrêt de la Cour suprême, les super PACS dépensent des millions de dollars pour notamment diffuser des publicités négatives à l'encontre des opposants à leur champion. Certains pointent du doigt le maintien de petits candidats « exotiques » sans aucune chance tant qu'ils bénéficient du soutien d'un mécène (par exemple Michele Bachmann ou Rick Perry lors des primaires républicaines de 2012).
L'influence réelle des super PACs sur les élections est difficilement estimée. L'élection présidentielle américaine de 2016 fournit un contre-exemple à l'influence supposée des super PACs lorsque Donald Trump, et dans une moindre mesure Bernie Sanders, s'imposent face à l'argent déversé à leur encontre ou en faveur de leurs opposants. Au contraire, malgré le soutien d'importants super PACS, Scott Walker ou Jeb Bush n'arrivent pas à percer.
Indépendamment de leur efficacité, l'arrêt a contribué à une forte augmentation des dépenses électorales aux États-Unis. Ainsi, alors qu'un milliard de dollars est dépensé lors de l'élection présidentielle américaine de 2008, plus de deux milliards sont dépensés en 2012 et trois milliards en 2016.
En avril 2014, dans l’arrêt McCutcheon v. Federal Election Commission (en), la Cour suprême juge également contraire au premier amendement le plafonnement des dons effectués par un particulier en faveur de plusieurs candidats, fixé à 123 200 dollars par cycle électoral de deux ans,. Elle maintient toutefois la limitation des dons de particuliers à 5 200 dollars par candidat. Lors des auditions, le juge Antonin Scalia estimait notamment que ces plafonds « n’empêchaient pas de grosses sommes d’argent de se déverser en politique », en raison des financements possibles des organisations.

### Campagne présidentielle de 2020
Depuis cet arrêt, les candidats démocrates se retrouvent dans une situation compliquée, regrettant l'influence des grandes fortunes dans la politique américaine mais souvent contraints de faire appel à de grands donateurs pour financer leur campagne. 
La candidate Elizebeth Warren refuse pendant les primaires démocrates les dons de grands donateurs et critique en plein débat, le 20 décembre 2019 le candidat Pete Buttigieg pour avoir organisé une levée de fonds dans la cave d'un prestigieux vignoble californien, propriété d'un milliardaire. 